# سرمایه‌گذاری فراساحلی
سرمایه‌گذاری فراساحلی (به انگلیسی: offshore fund) به یک طرح سرمایه‌گذاری جمعی گفته می‌شود، که در مراکز مالی فراساحلی، همچون جزایر ویرجین بریتانیا، جزیره‌های مانش، لوکزامبورگ یا جزایر کیمن انجام می‌گیرد. به عنوان مثال می‌توان از سرمایه (اسناد بهاداری) که از سوی یک شرکت آمریکایی در بانکی در لوکزامبورگ نگهداری می‌شود، نام برد. بسیاری از سپرده گذاری‌های فراساحلی، بر مبنای پول رایج یورو تشکیل شده‌اند.
طرح سرمایه‌گذاری جمعی گونه‌ای از سرمایه‌گذاری است، که توسط شرکت‌های سرمایه‌گذاری یا بانک‌ها مدیریت می‌شوند، پول سهام‌داران خود را بر روی انواع اوراق بهادار همچون سهام، اوراق قرضه و ابزارهای بازار پول، سرمایه‌گذاری می‌کنند و ممکن است، مدت زمان تشکیل آنها کوتاه، یا بدون محدودیت زمانی باشد. این شرکت‌ها با بکار گرفتن مدیران سرمایه‌گذاری حرفه‌ای، ریسک سرمایه‌گذاری را به حداقل رسانده و امکان سوددهی را حداکثر می‌نمایند. همچنین سرمایه‌گذاران آنها از صرفه‌جویی به مقیاس نیز، بهره‌مند می‌شوند.
به این ترتیب، سرمایه‌گذاران این‌گونه صندوق‌ها در واقع، دارای سبد متنوعی از اوراق بهادار هستند و ریسک سیستماتیک سرمایه‌گذاری آنها نیز در حداقل میزان ممکن خواهد بود. این گونه صندوق‌ها ممکن است، در سرمایه‌گذاری‌های خود، عملکرد محافظه‌کارانه یا جسورانه‌ای داشته باشند. طرح‌های سرمایه‌گذاری جمعی، در مناطق مختلف، از نظر جغرافیایی ساختارها و حتیٰ نام‌های مختلفی دارند. (برای نمونه در ایالات متحده طرح‌های سرمایه‌گذاری جمعی و صندوق سرمایه‌گذاری مشترک، یک معنا و کاربرد مشترک دارند)